# قانون السدومية

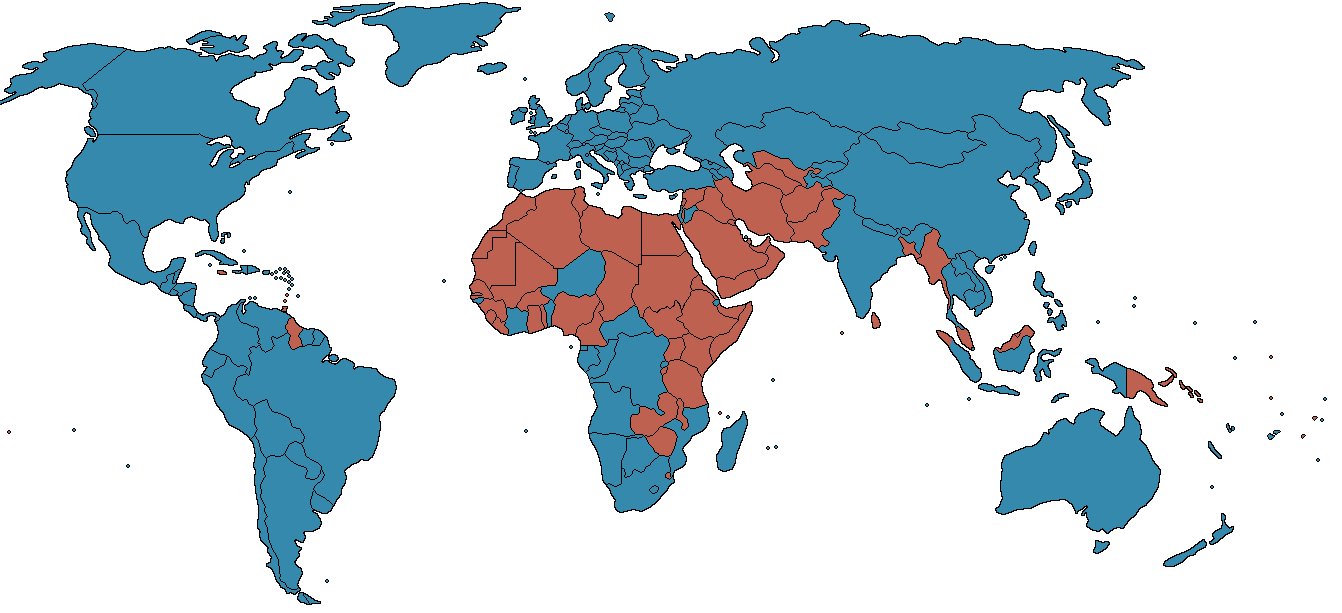
الوضع القانوني للسدومية حول العالم في 2024:
قانوني
غير قانوني

قانون السدومية هو قانون يُعرف بعض الأفعال الجنسية بأنها جرائم. ونادرًا ما يُنص على الأفعال الجنسية المحددة التي يُقصد بها مصطلح اللواط في القانون، ولكن عادةً ما تُفهم وتُعرّف من قِبل العديد من المحاكم والسلطات القضائية على أنها تشمل أي أو جميع أشكال الأفعال الجنسية غير القانونية أو غير المشروعة أو غير الشرعية أو غير الطبيعية أو غير الأخلاقية. ويشمل اللواط عادةً الجنس الشرجي، والجنس الفموي، والجنس اليدوي، والبهيمية. وعمليًا نادرًا ما طُبقت قوانين اللواط لاستهداف الأنشطة الجنسية بين الأفراد من الجنس الآخر، واستُخدمت في الغالب لاستهداف الأنشطة الجنسية بين الأفراد من نفس الجنس.
وحتى يونيو عام 2024 كان لدى 61 دولة، بالإضافة إلى 3 ولايات قضائية فرعية، قوانين تُجرّم النشاط الجنسي بين فردين من نفس الجنس. وفي عام 2006 كان هذا العدد 92 دولة. ومن بين هذه الدول 40 دولة لا تجرّم النشاط الجنسي المثلي بين الذكور فحسب، بل لديها أيضًا قوانين تجرّم النشاط الجنسي المثلي بين الإناث. وفي 11 دولة منها يُعاقَب على النشاط الجنسي المثلي بالإعدام.
في عام 2011 أصدر مجلس حقوق الإنسان التابع للأمم المتحدة قرارًا بشأن حقوق مجتمع الميم، أعقبه تقرير نشرته مفوضة الأمم المتحدة السامية لحقوق الإنسان تضمن تدقيقًا في القوانين المذكورة. وفي مارس عام 2022 وجدت لجنة القضاء على التمييز ضد المرأة أن القوانين التي تجرّم النشاط الجنسي المثلي بالتراضي بين النساء تُشكّل انتهاكًا لحقوق الإنسان. وكانت هذه القضية، التي رفعتها روزانا فلامر-كالديرا، أول قضية للأمم المتحدة تُركّز على النساء المثليات ومزدوجات الميل الجنسي.

## التاريخ

### التجريم
نصت القوانين الآشورية الوسطى (1075 قبل الميلاد) على ما يلي: إذا جامع رجلٌ رفيقَه في السلاح، يجب أن يخصى. ويُعد هذا أقدم قانون معروف يُدين فعل الجماع بين الرجال في الجيش.
في الجمهورية الرومانية فرض قانون ليكس سكانتينيا (الذي وُصف لأول مرة في وثائق يعود تاريخها إلى عام ٥٠ قبل الميلاد) عقوبات على مرتكبي جريمة (الاغتصاب) ضد قاصر ذكر حرّ. وربما استُخدم هذا القانون أيضًا لمقاضاة المواطنين الذكور الذين لعبوا طواعيةً دورًا سلبيًا في أفعال جنسية مثلية. وذُكر هذا القانون في المصادر الأدبية، ولكنه لم يُطبّق إلا نادرًا؛ إذ أعاد دوميتيان إحياء القانون خلال برنامجه للإصلاح القضائي والأخلاقي. وليس من الواضح ما إذا كانت العقوبة هي الإعدام أم الغرامة. وكان يُسمح للمواطنين الذكور البالغين بتجربة الرغبة المثلية والتصرف بناءً عليها، طالما كان شريكهم ذكرًا من طبقة اجتماعية أدنى. أما حب الغلمان في روما القديمة فكان مقبولًا فقط عندما يكون الشريك الأصغر سنًا بائع هوى أو عبدًا.
يبدو أن عدم التسامح مع الأفعال المثلية قد اشتد في الإمبراطورية الرومانية في أواخر القرن الرابع؛ ففي عام 390 أمر الإمبراطور ثيودوسيوس الأول بحرق البغايا الذكور علنًا، على الرغم من أنه من غير المؤكد مدى تنفيذ هذا المرسوم فعليًا. وبدءًا من القرن الثالث عشر شنت الكنيسة الكاثوليكية الرومانية حملة ضد النشاط المثلي. وبين عامي 1250 و 1300 جُرمت المثلية الجنسية في معظم أنحاء أوروبا، وربما كانت عقوبتها الإعدام.
في إنجلترا سنّ هنري الثامن أول تشريع في القانون الجنائي الإنجليزي ضد اللواط بقانون السدومية عام 1533، الذي جعل العقوبة هي الشنق، ولم تُرفع العقوبة إلا عام 1861.
وبناءً على كتاب السير وليام بلاكستون تعليقات على قوانين إنجلترا، غالبًا ما عُرفت جريمة اللواط بأنها «الجريمة البغيضة والمقيتة ضد الطبيعة»، أو بتعبير آخر بنفس المعنى. وقد أدّت هذه الصياغة إلى أحكام متباينة على نطاق واسع حول الأفعال المحددة التي يشملها الحظر.

### إلغاء التجريم
في عام 1786 ألغى ليوبولدو الثاني من توسكانا عقوبة الإعدام لجميع الجرائم، ليصبح أول حاكم غربي يفعل ذلك، وأول حاكم يُلغي عقوبة الإعدام على اللواط (التي استُبدلت بالسجن والأشغال الشاقة).
في فرنسا كان قانون العقوبات الثوري الفرنسي (الصادر عام 1791) هو الذي ألغى لأول مرة «اللواط» كجريمة، وألغى تجريمه مع جميع «الجرائم التي لا ضحية لها» (اللواط، والهرطقة، والسحر، والتجديف)، وفقًا لمبدأ أنه إن لم تكن هناك ضحية، فلا توجد جريمة. وقد انطبق المبدأ نفسه على قانون العقوبات النابليوني عام 1810، الذي فُرض على معظم أوروبا التي كانت آنذاك تحت حكم الإمبراطورية الفرنسية وملوكها، مما أدى إلى إلغاء تجريم اللواط في معظم أنحاء أوروبا القارية.
في عام 1830 وقّع الإمبراطور بيدرو الأول من البرازيل قانونًا لقانون العقوبات الإمبراطوري. وألغى هذا القانون جميع الإشارات إلى اللواط.
خلال فترة الإمبراطورية العثمانية، أُلغي تجريم المثلية الجنسية عام 1858 كجزء من إصلاحات أوسع نطاقًا خلال فترة التنظيمات العثمانية.
لم تُرفع عقوبة الإعدام في إنجلترا وويلز حتى عام 1861.
في عام 1917 عقب الثورة البلشفية التي قادها فلاديمير لينين وليون تروتسكي، شرّعت روسيا المثلية الجنسية. ومع ذلك عندما تولى جوزيف ستالين السلطة في عشرينيات القرن العشرين أُلغيت هذه القوانين، حتى أعادت الحكومة تجريم المثلية الجنسية فعليًا.
خلال الجمهورية التشيكوسلوفاكية الأولى (1918-1938) بدأت حركة لإلغاء قوانين اللواط. ويُزعم أن هذه كانت أول حملة لإلغاء القوانين المناهضة للمثليين، والتي قادها في المقام الأول المغايرون جنسيًا.
بعد نشر تقرير وولفيندن عام 1957 في المملكة المتحدة، والذي أكد على أن «السلوك المثلي بين البالغين المتراضين في علاقات خاصة لا ينبغي أن يُجرم بعد الآن»، ألغت العديد من الحكومات الغربية، بما في ذلك العديد من الولايات الأمريكية، قوانين تجريم المثلية الجنسية تحديدًا. ومع ذلك بحلول عام 2003، بقيت 13 ولاية أمريكية تُجرم المثلية الجنسية، إلى جانب العديد من مقاطعات ميزوري، وإقليم بورتوريكو. ولكن في يونيو عام 2003 قضت المحكمة العليا الأمريكية في قضية لورنس ضد تكساس بعدم دستورية قوانين الولايات التي تُجرم النشاط الجنسي الخاص غير التجاري بين البالغين المتراضين في المنزل لأسباب أخلاقية، نظرًا إلى عدم وجود مبرر كافٍ للتعدي على حرية الناس وخصوصيتهم. ولم تكن هناك قط قوانين غربية متعلقة باللواط في تايوان، أو جمهورية الصين الشعبية، أو كوريا الشمالية، أو كوريا الجنوبية، أو بولندا، أو فيتنام. بالإضافة إلى ذلك كانت فيتنام، ولاوس، وكمبوديا جزءًا من مستعمرة الهند الصينية الفرنسية؛ وقد أصبحت الأفعال المثلية الجنسية بين الذكور قانونية في جميع أنحاء الإمبراطورية الفرنسية منذ إصدار قانون العقوبات الثوري الفرنسي المذكور عام 1791.

#### التجريم في العصر الحديث
لم يُتبع هذا التوجه السائد بين الدول الغربية في جميع مناطق العالم الأخرى (أفريقيا، وبعض أجزاء من آسيا وأوقيانوسيا، وحتى في أربع من أصل 13 دولة في جزر الكاريبي)، حيث لا يزال اللواط جريمة. مثلًا، قد تؤدي الأفعال المثلية الجنسية بين الذكور، نظريًا على الأقل، إلى السجن المؤبد في باربادوس حتى عام 2022، ويمكن أن تؤدي نظريًا إلى السجن المؤبد في غيانا، على الرغم من أنها قانون شكلي.
اعتبارًا من عام 2024 أُلغيت القوانين المتعلقة باللواط أو أبطلت قضائيًا في جميع أنحاء أوروبا وأمريكا الشمالية والجنوبية، باستثناء غرينادا وغيانا وجامايكا وسانت لوسيا وسانت فنسنت وجزر غرينادين.
في أفريقيا ما تزال الأفعال المثلية الجنسية بين الذكور تُعاقب بالإعدام في موريتانيا وبعض أجزاء من نيجيريا والصومال. أما الأفعال المثلية الجنسية بين الذكور، وأحيانًا الإناث، فتُصنف ضمن الجرائم البسيطة والخطيرة في العديد من الدول الأفريقية الأخرى؛ مثلًا، يُتوقع الحكم بالسجن المؤبد في تنزانيا وأوغندا وزامبيا. وتُعد جنوب أفريقيا استثناءً بارزًا حيث يُعتبر زواج المثليين قانونيًا.
في آسيا، لا تزال الأفعال المثلية الجنسية بين الذكور تُعاقب بالإعدام في أفغانستان وإيران وقطر والمملكة العربية السعودية والإمارات العربية المتحدة واليمن. وقد أُلغيت قوانين حظر اللواط في إسرائيل (التي تعترف بزواج المثليين لكنها لا تُجريه)، واليابان وكازاخستان والفلبين وتايلاند.